# Paola Guevara
Paola Guevara (Cali, 1977) es una periodista, editora y escritora colombiana, reconocida por su colaboración con medios escritos como El Tiempo, El País, Cambio, Credencial y Cromos. Sus novelas Mi padre y otros accidentes y Horóscopo fueron publicadas por la editorial Planeta.

## Biografía
Guevara nació en Cali en 1977. Se trasladó a la ciudad de Bogotá a temprana edad. Allí estudió periodismo en la Pontificia Universidad Javeriana. Luego de su graduación, se vinculó como editoria y columnista en la Casa Editoria El Tiempo. En 2007 inició su trayectoria en el diario El País, donde se desempeña como editora de entretenimiento, tendencias y cultura, además de su labor como columnista en el mismo medio.
Sus textos han aparecido en medios de Colombia como Cambio, Cromos, Carrusel, Credencial, Star, Shock y DonJuan. Aportó crónicas periodísticas en los libros El género del coraje, Cuerpos y Esto que hemos heredado. Ha escrito las novelas Mi padre y otros accidentes y Horóscopo, ambas publicadas por la editorial Planeta.
En 2016 fue incluida en la lista de los «21 personajes del año» en Colombia en la revista Credencial y en el listado de los «100 personajes del año» en Noticias Caracol.